# Paredes de Coura
Paredes de Coura – miejscowość w Portugalii, leżąca w dystrykcie Viana do Castelo, w regionie Północ w podregionie Minho-Lima. Miejscowość jest siedzibą gminy o tej samej nazwie.

## Demografia
| Liczba ludności gminy Paredes de Coura (1801–2011) | Liczba ludności gminy Paredes de Coura (1801–2011) | Liczba ludności gminy Paredes de Coura (1801–2011) | Liczba ludności gminy Paredes de Coura (1801–2011) | Liczba ludności gminy Paredes de Coura (1801–2011) | Liczba ludności gminy Paredes de Coura (1801–2011) | Liczba ludności gminy Paredes de Coura (1801–2011) | Liczba ludności gminy Paredes de Coura (1801–2011) | Liczba ludności gminy Paredes de Coura (1801–2011) | Liczba ludności gminy Paredes de Coura (1801–2011) |
| -------------------------------------------------- | -------------------------------------------------- | -------------------------------------------------- | -------------------------------------------------- | -------------------------------------------------- | -------------------------------------------------- | -------------------------------------------------- | -------------------------------------------------- | -------------------------------------------------- | -------------------------------------------------- |
| 1801                                               | 1849                                               | 1900                                               | 1930                                               | 1960                                               | 1981                                               | 1991                                               | 2001                                               | 2004                                               | 2011                                               |
| 8 963                                              | 10 618                                             | 13 091                                             | 14 412                                             | 14 886                                             | 11 311                                             | 10 442                                             | 9 571                                              | 9 409                                              | 9 198                                              |

## Sołectwa
Sołectwa gminy Paredes de Coura (ludność wg stanu na 2011 r.)
- Agualonga - 295 osób
- Bico - 466 osób
- Castanheira - 631 osób
- Cossourado - 319 osób
- Coura - 374 osoby
- Cristelo - 317 osób
- Cunha - 529 osób
- Ferreira - 425 osób
- Formariz - 573 osoby
- Infesta - 450 osób
- Insalde - 364 osoby
- Linhares - 198 osób
- Mozelos - 347 osób
- Padornelo - 437 osób
- Parada - 298 osób
- Paredes de Coura - 1581 osób
- Porreiras - 95 osób
- Resende - 518 osób
- Romarigães - 246 osób
- Rubiães - 512 osób
- Vascões - 223 osoby